# The Firm (1988)
The Firm ist ein britischer Fernsehfilm von 1988. Das von Alan Clarke inszenierte Filmdrama thematisiert die britische Hooligan-Szene in den späten 1980er-Jahren. Der Film diente als Vorlage für The Firm – 3. Halbzeit (2009).

## Handlung
Clive Bissell, genannt „Bexy“, ist Anführer der Hooligan-Gruppe Inter City Crew (ICC) und im Alltag Immobilienmakler, verheiratet und Vater eines kleinen Sohnes. Bexy hat den kühnen Plan, als Anführer einer „National Firm“ zu firmieren, die gegen die kontinentalen Hooligan-Vereinigungen bei der nächsten Fußball-Europameisterschaft 1988 antreten soll. Dazu muss seine „Firma“ (Hooligan-Jargon) gegen die verfeindeten Gruppen The Buccaneers unter Führung von Yeti und eine weitere Gruppierung aus Birmingham unter Führung von Oboe antreten. In einem Hotel am Tower findet ein von wechselseitiger Aggression und Spott geprägtes Treffen zwischen den Rivalen statt. Yetis Truppe hatte zuvor Bexys Wagen vandalisiert und war mit dem Auto während eines Fußballspiels der Gegner über den Platz gerast. Auf Yetis Vorschlag werden zwei Treffen am darauffolgenden Dienstag und Samstag arrangiert. Dem Sieger soll die Führung zufallen. Die erste Auseinandersetzung Oboes Firm verläuft blutig. Yusef, einem minderjährigen Mitglied der ICC, wird von Oboe nach einer Schlägerei die linke Backe aufgeschnitten. Die verbündete Gruppe "Old Church" war nicht am Schauplatz erschienen, weil ihr Wagen von Yeti und seinen Leuten in Brand gesteckt worden war. Dennoch lässt Bexy nicht von seinem Vorhaben ab. Er überfällt Oboe an seiner Haustüre und zerschneidet seinerseits diesem das Gesicht. Mehrere Gruppenmitglieder steigen aus, da sie die eskalierende Auseinandersetzung scheuen. Auch der verbleibende Rest der ICC schwankt, da sie durch den Ausstieg geschwächt sind und kaum Perspektiven sehen, aus der Konfrontation mit den zahlenmäßig überlegenen Rivalen als Sieger hervorzugehen. Bexy setzt die verbleibenden Mitglieder mit Drohungen und Gewalt unter Druck, um sie auf seiner Linie zu halten.
Selbst als Bexys Sohn sich mit seinem Stanley-Teppichmesser stark verletzt, sieht Bexy keinen Grund, sich zurückzuziehen. Es kommt jedoch zum Bruch mit seiner Ehefrau Sue, die bisher entschlossen schien, die Aktivitäten ihres Mannes nicht zur Kenntnis zu nehmen.
Bexy und die verbleibenden fünf Mitglieder der ICC überfallen das Stammlokal der Buccaneers und schlagen diese in die Flucht. Bexy befasst sich mit Yeti und prügelt ihn auf der Straße brutal nieder. Doch der schon am Boden liegende Yeti zieht einen Revolver und erschießt Bexy.
Wenig später findet sich die ICC – einschließlich der zwischenzeitlichen Abweichler – zusammen und bereitet sich im Andenken an Bexy auf die Europameisterschaft als Vertreter einer National Firm vor. Von den durch Alkoholgenuss zunehmend enthemmten Hooligans wird Bexy als Visionär, Held und Märtyrer verklärt. Es wird geäußert, dass es darum gehe, wohin man gehöre, und, wenn man ihnen den Spaß beim Fußball verbieten wolle, sie eben auf andere Sportarten ausweichen würden.
Das Ende des Films bildet eine sogenannte Breaking the Fourth Wall-Szene: Die Hooligans wenden sich gegen das Kamerateam, das ihre Statements gefilmt hat, und bespritzen es mit Bier.

## Hintergrund
Das in Großbritannien schon seit Jahrzehnten bekannte Phänomen des Hooliganismus kam der Öffentlichkeit in Kontinentaleuropa 1985 durch die Katastrophe von Heysel zu Bewusstsein, als bei Krawallen zwischen britischen und italienischen Hooligans eine Stadiontribüne einbrach und zahlreiche Menschen in den Tod riss. Trotz teilweise rigoroser behördlicher Maßnahmen (so verhängte Großbritannien Ausreiseverbote und stellte bekannte Hooligans unter polizeiliche Beobachtung) kam es auch bei der Fußballeuropameisterschaft 1988 zu Krawallen am Rande der Spiele, an denen wiederum britische Hooligans maßgeblich beteiligt waren. Dadurch stieg auch das Interesse der britischen Öffentlichkeit an diesem Thema wieder.
Der Film zeigt, dass Hooligans entgegen der verbreiteten Auffassung, es handele sich um junge, verwahrloste, rassistische und stark dem Alkohol zugeneigte Randexistenzen, überwiegend erwachsene Männer aus der unteren Mittelschicht mit gesicherten bürgerlichen Existenzen sind. Rassismus und Rechtsextremismus spielen keine Rolle, auch Personen anderer Hautfarbe befinden sich selbstverständlich in allen Gruppierungen. Die Schlusssequenz des Filmes zeigt, dass die Verbindung zwischen Hooliganismus und Fußball eher locker ist, nicht die Unterstützung einer Mannschaft, sondern der „Spaß“, sprich: der Krawall im Vordergrund steht.
Der Name von Bex’ Hooligangruppe, ICC, ist ein Verweis auf die tatsächlich existierende Inter City Firm, deren Mitglieder am Film beratend mitwirkten.
The Firm ist der letzte Langfilm des Regisseurs Alan Clarke. Ein Jahr später drehte er noch den experimentellen Kurzfilm Elephant, bevor er 1990 an Krebs starb. Der Film wurde überwiegend mit einer Steadicam gedreht, um dem Film einen dokumentarischen Anstrich zu geben.
Der Film wurde 1988 als Teil einer Serie von Fernsehfilmen auf British Broadcasting Corporation mit dem Titel Screen Two ausgestrahlt. Eine deutschsprachige Veröffentlichung ist nur im Rahmen einer Deluxe-Edition vom thematisch ähnlichen Hooligans erhältlich.

## Kritik
The Firm wird oft als einer der besten Filme von Alan Clarke bezeichnet. Er schildert die Faszination der Gewalt auf den „kleinen Mann“, wie schon Made in Britain ein Hauptthema bei Clarke.

„The Firm ist ein ausgesprochen körperlicher Film. Nicht nur, weil sich seine Figuren immer wieder in ordinären Männlichkeitsritualen ergehen und ihre Kräfte messen, sondern auch, weil der Zuschauer mobilisiert wird. Die Kamera ist ebenso rastlos wie der vor negativer Energie berstende Gary Oldman, der sich mit seinen jeweiligen Kontrahenten ein aggressives Wortgefecht nach dem anderen liefert. Dabei gönnt Clarke seinem Publikum keine Distanz. Immer wieder klebt die Kamera unangenehm nah an den Gesichtern der Figuren, zeigt wie die Wut sie zur Fratze verzerrt.“

Bei seiner Erstausstrahlung löste der Film eine Kontroverse aus.